# ダイハツ・Bee

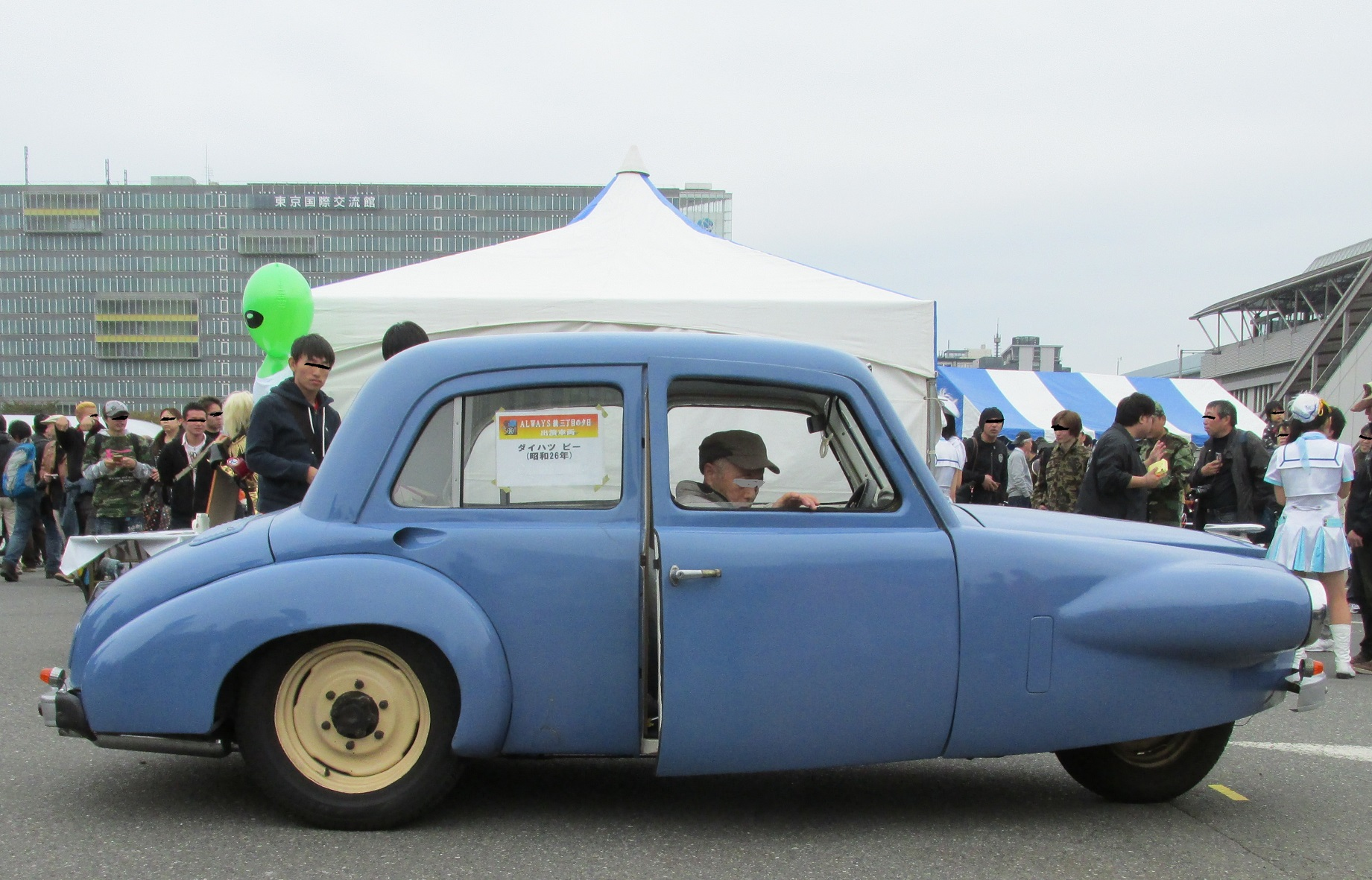
サイドビュー。3輪であること以外は1940年代後期の2ドアセダンらしいスタイルを持つ

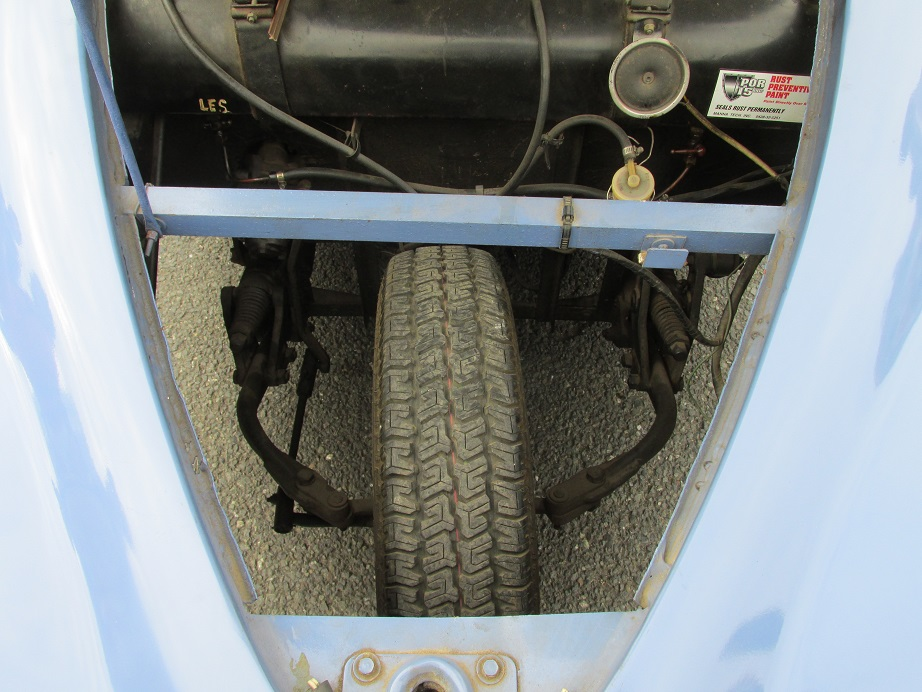
フロントノーズ内。スカットル前方に燃料タンクを備え、前1輪はオート三輪とは別種の方式で支持されている

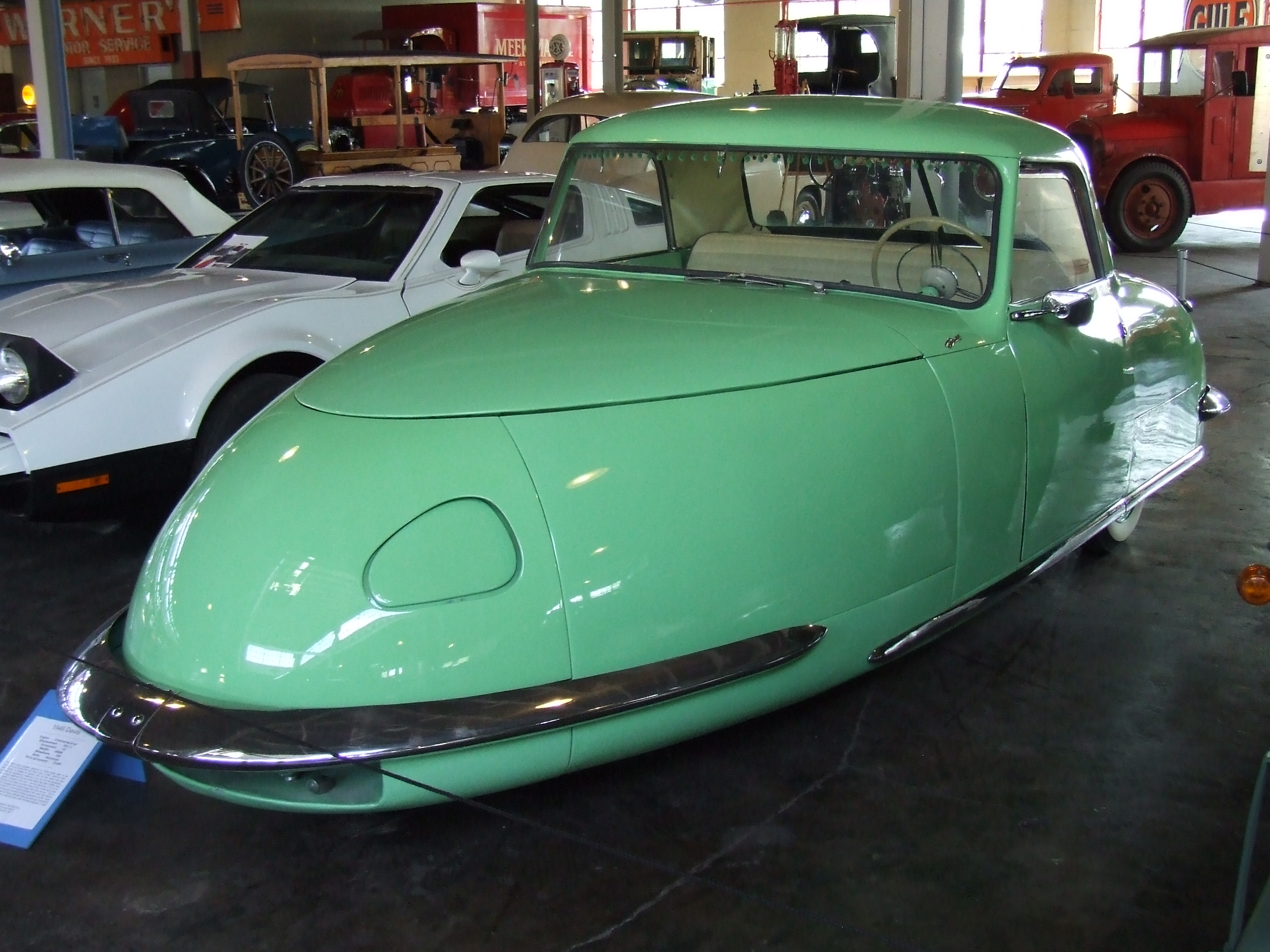
（参考）デイヴィス・ディバン。全長は4.6mを超え、ホイールベースも109.5インチ（2.78m）と、Beeより二回りも大きい

Bee（ビー）は、ダイハツ工業が1951年10月に発売した三輪自動車。三輪の2ドアノッチバックセダン型乗用車（フロント1輪、リア2輪）。
完成車の分野ではオート三輪トラックメーカーとしての活動が長かったダイハツにとって、三輪式ながら創立以来初めての本格的市販型乗用車であり、貨物自動車としてのオート三輪とは一線を画した低床式の乗用車専用設計シャーシとして、リアエンジンのRR方式と、後輪の独立懸架機構を採用した先進的構造が特徴である。
関西でタクシーとしての使用に供され、本格量産化が企図されたが、製品としての完成度が不十分であったことなどから、約1年程度に少数が生産されるに留まった。生産台数は80台弱から300台程度まで諸説ある。

## 概要
独立した低床シャーシに木骨ボディを架装した、2ドア、4座のセダン型乗用車で、右側丸ハンドルやフロアシフト機構など、同時期の4輪乗用車同様な客室構造を備える。プロペラシャフトを持たないことによる低床構造をセールスポイントとしていた。

前1輪構造を前提にしたスタイリングはきわめて個性的なもので、日本ではほとんど類似する事例がみられない。が、前輪回りを長いボンネット状カバーですっぽりと覆った流線型3輪乗用車の事例としては、第2次世界大戦後にアメリカで何社か出現した泡沫的メーカーの一つ、カリフォルニア州のデイヴィス・モーターカーが1947年-49年にかけ生産（したが12台の試作のみで量産できず商業化に失敗）した前1輪式の流線型3輪自動車「デイヴィス・ディバン（Davis Divan）」が存在し、Beeがこれに類似することを、五十嵐平達が指摘している。デイヴィスがリトラクタブルヘッドライトを用いてより徹底した流線型とし、Beeが一般的な固定型半埋め込みヘッドライトで手叩き板金向けな現実的デザインに留めている差はあるものの、アイデアの類似性は高い。ただし、リア側スタイリングはフロントエンジンのデイヴィスがシンプルなフルワイズ型であるのに対し、リアエンジンのBeeは半独立したリアフェンダーや、ルーバーの多数入ったエンジンフードなどを備え、相当に異質である。
ドアは前ヒンジ式で、側窓は前後席とも手回し式のレギュレーターで昇降できた。方向指示器は同時代の多くの自動車と同じく、腕木式の「アポロ」である。

## メカニズム

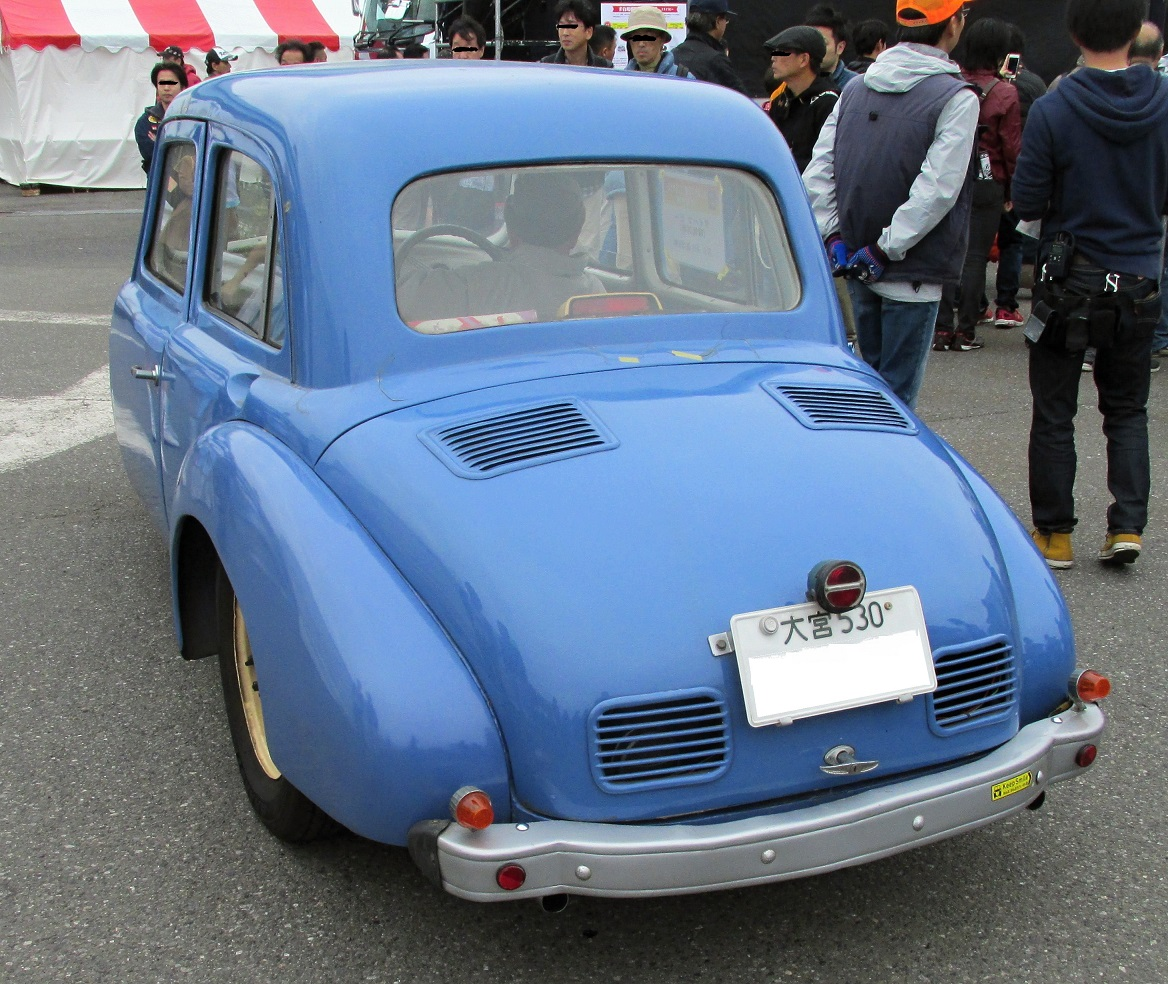
リアのスタイル。リアエンジンのため後部はエンジンフードである

先行したデイヴィス・ディバンは泡沫製品らしく、「ジープのシャーシから前車軸を外して前方にシャーシフレームを延長、前輪1輪とその支持機構を設けて、流線型ボディを乗せた」という珍奇な成り立ちで、運転席前方のスカットル部分に水冷4気筒エンジンを搭載する、後輪固定軸のフロントエンジン・リアドライブだった。
これに対し、ダイハツ・Beeは完全な専用シャーシを開発したものであり、動力性能（デイヴィスは社外製のハーキュレス47PSないしコンチネンタル63PSを搭載）とスタイリング仕上げ以外の面では、デイヴィスを凌駕する内容であった。
1950年代初頭の（駆動輪の）後輪独立懸架は、世界的に見てもまだスイングアクスル方式が技術的主流であったが、Beeではコイルスプリングと組み合わせたダブル・ウィッシュボーン式を採用する先進的なレイアウトを用いた。これはトヨタ自動車が1947年に開発したトヨペット・SA型（後輪にスイングアクスル式独立懸架を採用）に次ぐ、日本車でも早い本格的な後輪独立懸架である。
なお、同時期のオート三輪と同様に、フロント1輪にはブレーキがなかった。後輪ブレーキは一般的な油圧ドラム式である。

### エンジン
Bee用に開発された2HA型エンジンは強制空冷水平対向2気筒OHVで、同時期のダイハツ製オート三輪に多用されていた、垂直から若干傾斜した単気筒や、90°V型2気筒の自然空冷エンジンとは異質なものであった。その構造上、（運転者の足元にエンジンが位置する）オート三輪用エンジンのようなキックスタート機構は与えられず、セルスタータ始動であった。オイルラインについてはドライサンプ方式を採用しており、高度な内容である。
2HAエンジンは、元は1937年に当時のダットサン・トラックなどと同等の規格（750cc・全長3m未満の無免許運転許可対象）でダイハツが試作した4輪小型トラック「FA型」用のエンジン（空冷水平対向2気筒OHV　732cc　ボア／ストローク＝74.5mm×84mm）がベースと言われている。また同じ1937年頃に、ダイハツは日本陸軍からの試作要求に応じて1.200cc級の小型4輪駆動車を開発（くろがね四起と競合試験されて採用されなかったモデル）しており、こちらも空冷水平対向2気筒エンジン車で、この4輪駆動車用エンジンの設計を流用したという説もあるが、Beeとは排気量の差がかなり大きい。いずれにしても、単気筒やV型2気筒に比べれば振動抑制面では有利で、乗用車用としては適切な選択であった。
Beeのエンジン仕様については記録上、混乱が付きまとう。当時ダイハツから発行されたカタログには、排気量540ccで出力13.5PS、最高速度70km/hと記載されていた一方、ダイハツ工業の社史では804cc・18PSが搭載されて公称最大78km/hであったことが記録されている。自動車雑誌等における回顧記事でも、Beeのエンジンについては530/540cc説と804cc説がばらばらに併存しており、並行生産されたのか、いずれかの時点で排気量変更が為されたのは明確にされていない。
実用面から見ると、全長4m、自重1トン近い4座乗用車のエンジンに、540ccは1951年時点でも非力に過ぎる（750cc級の戦前型エンジンをベースにした終戦直後の小型4輪車のうち、ダットサンは860cc、オオタは760ccと903ccに排気量を拡大して性能を確保していた）。当時の軽自動車規格にも収まらないクラスでFA型の732ccから排気量縮小するメリットはなく、またダットサンに近いクラスまで排気量を上げても当時の小型タクシー規格には収まることから、主力は804ccだったのではないかと見られる。現存車はダイハツ保管車が804cc、埼玉県の個人所有車が540cc（雑誌記事中では530ccとも表記）とされ、博物館保有車については不明である。
キャブレターはイギリスのアマル社タイプで、三国商工がライセンス生産し、当時のオート三輪に多用されていたものと同様なタイプを、左右シリンダーに1基ずつ装備したツインキャブレターとした。燃料タンクは、フロントノーズの前輪直後、スカットル部分の高い位置に装備されている。

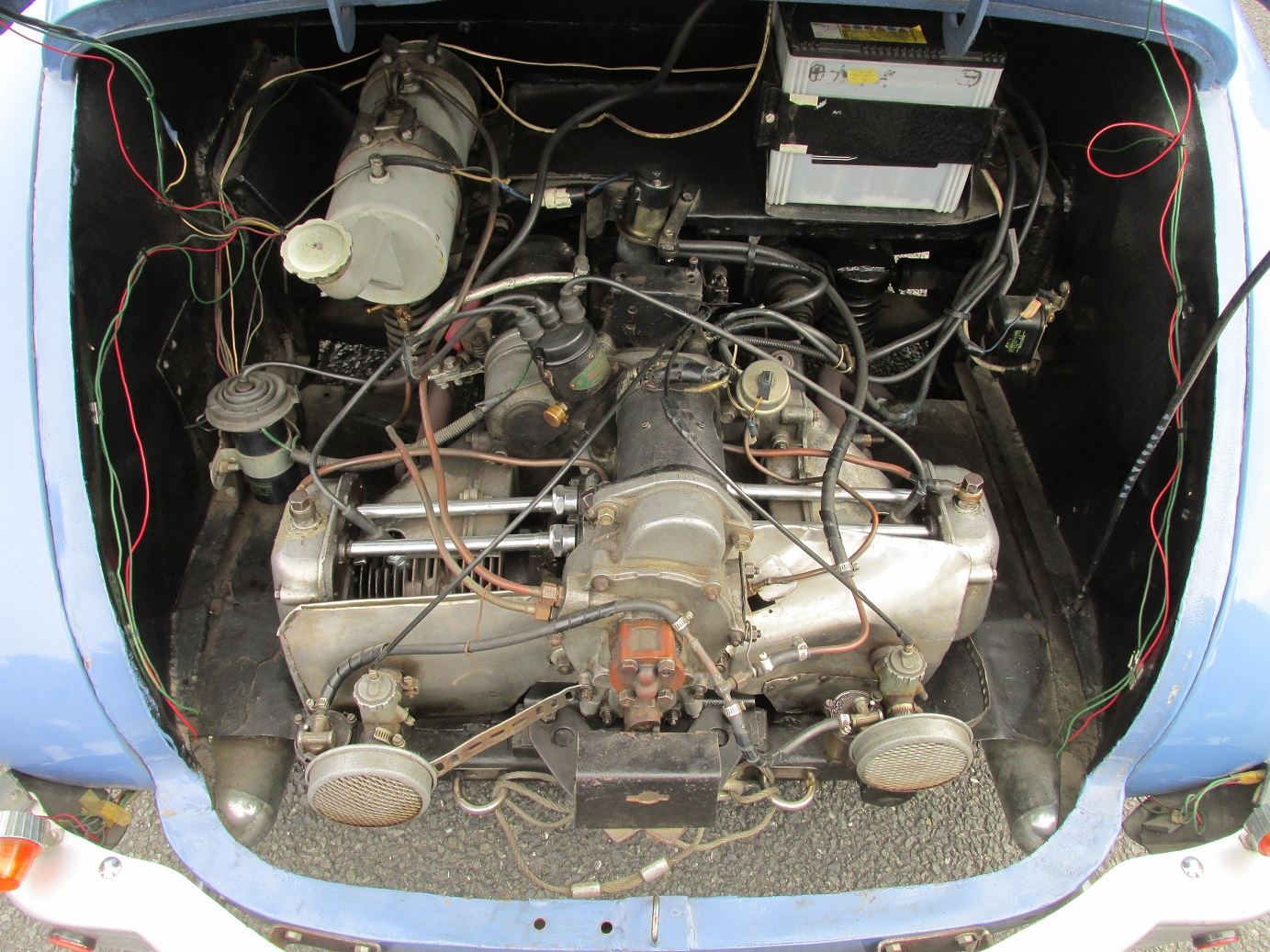
540ccモデルのエンジンルーム。オーナーが実働を目的に改変した部位もあるが、基本的なレイアウトを維持する。エンジン左上にドライサンプ用のオイルタンクがある

## 技術的・商業的敗退
1951年9月に公募で車名を決定、翌10月から市販を開始された。価格は55万円であったという。
さっそく自動車不足に悩んでいた関西のタクシー業界での試用が始められたが、ここでBeeの致命的なウィークポイントが露呈した。ウィッシュボーン独立式リアサスペンション車の重要パーツである、伸縮式ドライブシャフトのスプライン部脆弱性であった。スプラインシャフト径が細すぎたのが仇となり、発進時や悪路でこのパーツがねじ切れて立ち往生する破損が多発、ダイハツ側はメンテナンスのフォローに追われた。シャフトを太くするのが根本対策であったが、それ以前に製造が終了してしまった。
また前輪の支持・操向機構に、当時のオート三輪に用いられていた通常のボトムリンク式レイアウトでなく、リーディングアーム的な要素を加えた大掛かりなボトムリンク構造を採用したが、これは乗り心地を良くしたものの、車の回転半径は極めて大きなものとなったという。
自動車としての乗り心地は悪くなかったというが、耐久性という面で当時の小型乗用車マーケットの大部分を占めたタクシー使用に不適なことが判明し、1952年までに少数が製造されたのみで製造中止となり、それ以上の市販向け発展はなかった。
数年をおかずして関西のタクシー市場からは姿を消し、1956年頃にはダイハツ製オート三輪と共に同社製品の宣伝キャラバン隊に加わっている記録が見られたが、その後はダイハツが保管していた1台を除いてほぼ消息不明であった。
ダイハツ保管車の赤色の1台は、ダイハツ本社に併設されている、ヒューモビリティワールドに展示されている。1980年代以降、人知れず保管されていた合計3台の所在が明らかになり、うち1台は熱心な愛好家の手で走行可能状態に復元、2021年時点で徳島県のオーナーの元でナンバープレート付きの公道走行可能な状態になっている。

## 関連作品
- Dr.スランプ アラレちゃん
  - 劇場用短編映画『ほよよ世界一周大レース』において、空豆兄弟の参加用車両として登場する。